# Suzanne Duval
Suzanne Duval, née en 1986 à Paris, est une enseignante-chercheuse et romancière française .

## Biographie
Normalienne, Suzanne Duval est agrégée de lettres. Elle soutient en 2015 sa thèse de doctorat en langue française à l'université Paris 4. Elle travaille un temps comme enseignante en littérature et linguistique à Sorbonne Université, à l'université Paris-Est-Créteil-Val-de-Marne (UPEC), à l'université de Strasbourg et à l’Université de Lausanne. 
Depuis 2019, elle est enseignante-chercheuse à l'université Gustave-Eiffel et membre du Laboratoire Littératures, Savoirs et Arts (LISAA). En parallèle de son activité de romancière, elle publie des articles scientifiques sur l’art de la prose aux XVIe et XVIIIe siècles. 

## Carrière littéraire
En 2017, Suzanne Duval étudie le contexte rhétorique et poétique du roman baroque à travers La Prose poétique du roman baroque (1571-1670), version publiée aux éditions Classiques Garnier de sa thèse de doctorat,.
Suzanne Duval est l’autrice d’un roman d’intrigue et de fiction L’Agente, édité en 2018 dans la collection Fiction des éditions P.O.L. Alors qu’elle s’apprête à quitter Paris, l’intrigante Melody, meilleure agente de Central Immobilier, se remémore avec nostalgie des époques et des quartiers, les expériences et rencontres ayant marqué son passage. Étudiante en droit, la jeune femme se prostitue pour gagner de l’argent, jusqu’au jour où une offre d’emploi lui ouvre les portes d’un potentiel recommencement. Le roman marque notamment par les déambulations dans Paris de la jeune agente immobilière, à pied ou en métro, entre flâneries et obligations professionnelles,,. 
En mars 2020, Suzanne Duval publie Ta grossesse, ouvrage centré sur la grossesse et plus particulièrement sur l’interruption volontaire de grossesse (IVG). Le récit est rédigé à la deuxième personne du singulier, un choix qui prend son sens dans les dernières pages du roman et qui s'inscrit dans la tradition des consolations épistolaires de l'âge classique. Il plonge dans l’intimité, la physiologie, les émotions d’une jeune trentenaire, et de ses interrogations autour de sa grossesse. Entre Paris et Strasbourg, sur une période de neuf mois, l’autrice accompagne son héroïne à chaque étape de son cheminement personnel, de la prise de décision à l’acceptation de ce renoncement. La critique rapproche ce roman de L'Événement d'Annie Ernaux, publié vingt ans plus tôt,.

## Publications
- La Prose poétique du roman baroque (1571-1670), Classiques Garnier, 2017, 709 p. (ISBN 978-2-4060-6588-3)
- L'Agente, P.O.L, coll. « Fiction », 2018, 256 p. (ISBN 978-2-8180-4438-4)[16]
- Ta Grossesse, P.O.L, coll. « Fiction », 2020, 176 p. (ISBN 978-2-8180-4977-8)
- Vachette, Paris, P.O.L, 2025, 256 p. (ISBN 978-2-8180-6308-8)